# 争取社会主义运动 (阿根廷)
争取社会主义运动（西班牙语：Movimiento Al Socialismo）是阿根廷的一个已不存在的托洛茨基主义政党。
该党成立于1982年，由托洛茨基主义理论家纳韦尔·莫雷诺创立。莫雷诺领导该党直至1987年去世。在从1988年开始的4年时间里，该党发生多次分裂，分裂出争取社会主义工人党等20多个党派。1995年后，该党逐步消亡。2003年，该党解散，一些前活动家另外建立新争取社会主义运动。
该党的总部位于布宜诺斯艾利斯。该党出版刊物《社会主义还是野蛮主义》。